# Луговий (Дмитровський міський округ)
Лугови́й (рос. Луговой) — селище у складі Дмитровського міського округу Московської області, Росія.

## Населення
Населення — 896 осіб (2010; 746 у 2002).
Національний склад (станом на 2002 рік):
- росіяни — 96 %